# Víctor Samuelson
Víctor E. Samuelson (nacido en 1937) fue un ciudadano estadounidense gerente de la refinería Esso S.A.P.A con sede en Campana (Argentina), que fue secuestrado por el grupo guerrillero marxista argentino Ejército Revolucionario del Pueblo el 3 de diciembre de 1973. El ERP amenazó con ejecutarlo por los crímenes cometidos por la corporación multinacional en el caso de que la compañía no entregara el rescate convenido.
El secuestro fue realizado por la brigada Raúl Oscar Tettamanti y Ricardo Silva.
Los voceros de ERP demandaron un rescate de 10 millones de dólares a ser pagados en forma de comida, ropas y materiales de construcción para distritos pobres de Argentina, "como un reembolso parcial al pueblo argentino de las abundantes riquezas extraídas a nuestro país por Esso en los largos años de explotación imperialista". Los secuestradores rápidamente agregaron otros 4,2 millones en recursos para las recientes víctimas de la inundación. También pidieron publicaciones de sus manifiestos en 42 periódicos, de los cuales sólo 3 aceptaron publicarlo.
Los problemas logísticos complicaban la distribución de materiales, por lo que el ERP aceptó recibir los 14,2 millones en efectivo de los ejecutivos de Esso, y el 13 de marzo de 1974 la petrolera pagó dicho rescate en billetes de 100 dólares (un récord para un rescate de secuestro), y Samuelson fue liberado ileso el 29 de abril. Se dijo que ese dinero alcanzaba para mantener y equipar a 1500 guerrilleros durante un año.
El ERP anunció el 12 de junio que donó 5 millones a la Junta de Coordinación Revolucionaria, un grupo creado con representantes de la guerrilla chilena, boliviana y uruguaya.